# Longicaudus cornutus
Longicaudus cornutus är en insektsart. Longicaudus cornutus ingår i släktet Longicaudus och familjen långrörsbladlöss. Inga underarter finns listade i Catalogue of Life.